# Fotogramas de Plata 2023
La 74a cerimònia de lliurament dels Fotogramas de Plata 2023, lliurats per la revista espanyola especialitzada en cinema Fotogramas, va tenir lloc el 26 de febrer de 2024 al Teatro Barceló de Madrid i va ser presentada novament per Toni Acosta.

## Nominacions i votacions
El 20 de desembre de 2023 es va anunciar l'inici de votacions de pel·lícules participants, termini que acabaria el 10 de gener de 2024. El 27 de desembre es va anunciar que el Fotogramas de Plata a tota una vida s'atorgaria a l'actor espanyol Antonio Resines.
El 24 de gener es va fer pública la llista de nominats, obrint un termini de noves votacions fins al 13 de febrer de 2024. S'hi sumaran a les realitzades per la crítica especialitzada per escollir la millor pel·lícula espanyola i la millor pel·lícula estrangera de 2023. El 29 de gener es va donar a conèixer el premi a la Millor pel·lícula espanyola: de les 22 candidates, Cerrar los ojos va obtenir 115 vots, davant de La societat de la neu i Robot Dreams, amb 105 cadascuna, deixant darrere Creatura amb 97 vots i 20.000 espècies d'abelles amb 53 vots. El mateix dia també es va dona a conèixer la guanyadora del premi a la Millor pel·lícula estrangera: de les 30 seleccionades, la més votada va ser Killers of the Flower Moon de Martin Scorsese, amb 110 vots, seguida molt de prop per Kuolleet lehdet d'Aki Kaurismäki, amb 106 vots, i molt per davant de la tercera i quarta, Anatomie d'une chute de Justine Triet, amb 79 vots, i Past Lives de Celine Song, amb 76 vots.
El dia 26 de febrer va tenir lloc la gala d'entrega de premis, patrocinada per Campari, en la que a Antonio Resines li van entregar el premi Belén Rueda i Fran Perea, coprotagonistes a la sèrie Los Serrano. Carlos Areces va exercir de DJ i Julieta Martialay, directora de Fotogramas, va entregar el Premi Campari Mujer del Año a la productora valenciana María Zamora.

## Candidatures

### Millor pel·lícula espanyola
| Pel·lícula      | Director     | Resultat  |
| --------------- | ------------ | --------- |
| Cerrar los ojos | Víctor Erice | Guanyador |

### Millor pel·lícula estrangera
| Pel·lícula                 | Director        | Resultat  |
| -------------------------- | --------------- | --------- |
| Killers of the Flower Moon | Martin Scorsese | Guanyador |

### Millor actriu de cinema
| actriu         | Pel·lícula      | Resultat  |
| -------------- | --------------- | --------- |
| Ana Torrent    | Cerrar los ojos | Guanyador |
| Laia Costa     | Un amor         | Nominat   |
| Carolina Yuste | Saben aquell    | Nominat   |

### Millor actor de cinema
| Actor             | Pel·lícula      | Resultat  |
| ----------------- | --------------- | --------- |
| David Verdaguer   | Saben aquell    | Guanyador |
| José Coronado     | Cerrar los ojos | Nominat   |
| Hovik Keuchkerian | Un amor         | Nominat   |

### Millor actriu de televisió
| actriu         | Pel·lícula          | Resultat  |
| -------------- | ------------------- | --------- |
| Úrsula Corberó | El cuerpo en llamas | Guanyador |
| Najwa Nimri    | 30 monedas          | Nominat   |
| Ana Rujas      | La mesías           | Nominat   |

### Millor actor de televisió
| Actor            | Pel·lícula          | Resultat  |
| ---------------- | ------------------- | --------- |
| Eduard Fernández | 30 monedas          | Guanyador |
| Roger Casamajor  | La mesías           | Nominat   |
| Quim Gutiérrez   | El cuerpo en llamas | Nominat   |

### Millor actriu de teatre
| Actriu       | Muntatge                  | Resultat  |
| ------------ | ------------------------- | --------- |
| Vicky Luengo | Prima Facie               | Guanyador |
| Irene Arcos  | Tan solo al fin del mundo | Nominat   |
| Kiti Mánver  | El inconveniente          | Nominat   |

### Millor actor de teatre
| Actor/Companyia | Muntatge                          | Resultat  |
| --------------- | --------------------------------- | --------- |
| Miki Esparbé    | Los pálidos                       | Guanyador |
| Carmelo Gómez   | La guerra de nuestros antepasados | Nominat   |
| Nacho Sánchez   | Los gestos                        | Nominat   |

### Tota una vida
| Intèrpret       | Resultat  |
| --------------- | --------- |
| Antonio Resines | Guanyador |

### Millor pel·lícula espanyola segons els lectors
| Pel·lícula            | Director            | Resultat  |
| --------------------- | ------------------- | --------- |
| La societat de la neu | Juan Antonio Bayona | Guanyador |
| Campeonex             | Javier Fesser       | Nominat   |
| Cerrar los ojos       | Víctor Erice        | Nominat   |

### Millor sèrie espanyola segons els lectors
| Candidata           | Resultat  |
| ------------------- | --------- |
| La mesías           | Guanyador |
| 30 monedas          | Nominat   |
| El cuerpo en llamas | Nominat   |